# Alexandre-Théodore Brongniart

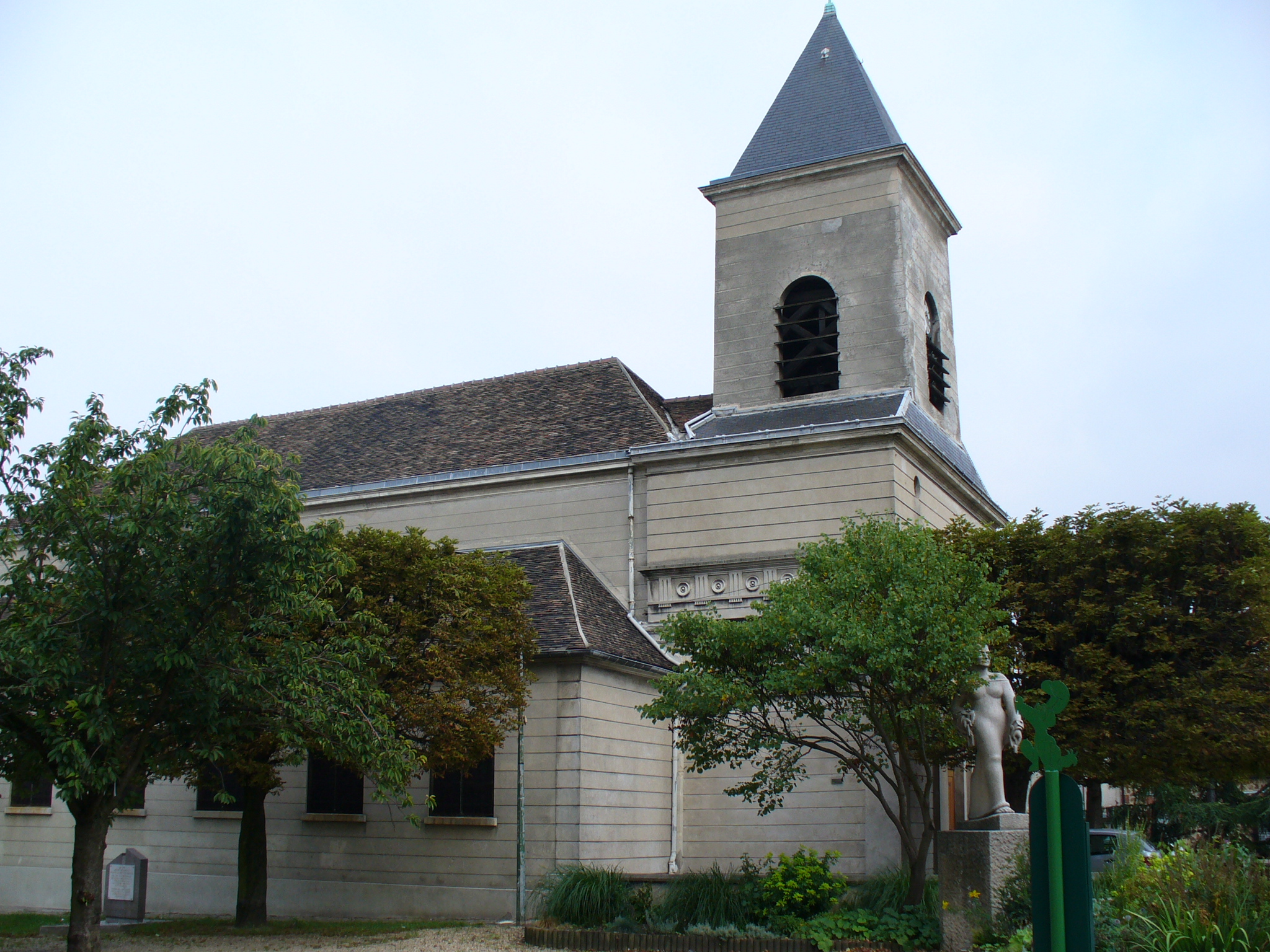
Iglesia de Romainville

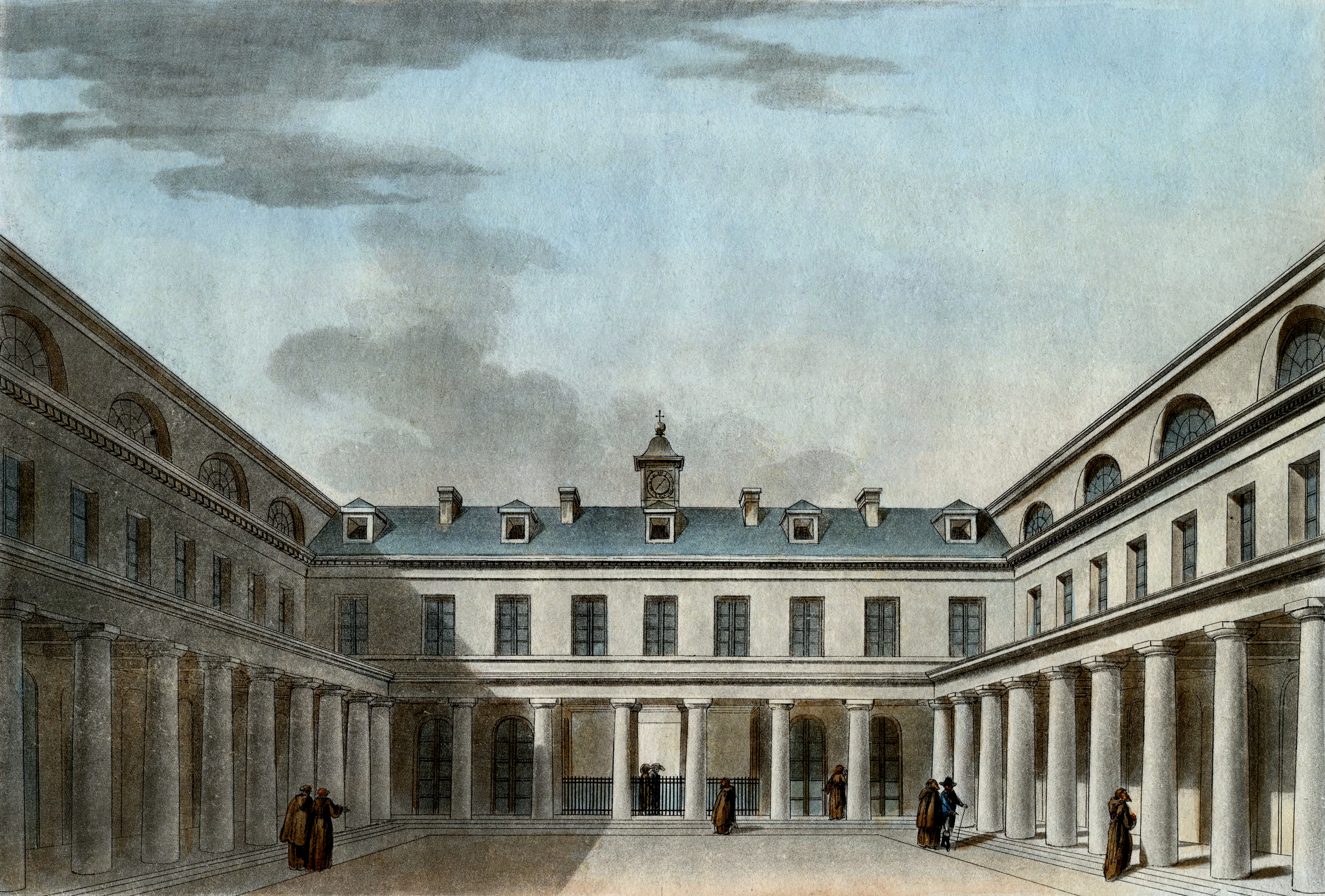
Patio de los capuchinos (actual Lycée Condorcet)

Alexandre Théodore Brongniart (París, 15 de febrero de 1739 - París, 6 de junio de 1813) fue un arquitecto francés neoclásico. Su obra más conocida es el Palais Brongniart, sede de la actual Bolsa de París.

## Biografía
Alexandre Théodore Brongniart nació en París, en el seno de una destacada familia de la sociedad parisina. Fue alumno de la Académie d'architecture y también siguió los cursos de Jacques François Blondel y de Étienne-Louis Boullée. En 1767 se casó con Anne-Louise de Egremont, y la pareja se hizo amiga del retratista real, Marie Louise Élisabeth Vigée-Lebrun, que pintó el retrato de su hija, Alexandrine-Emilie Brongniart que ahora se expone en la National Gallery en Londres. Durante el Reinado del Terror, Vigée-Lebrun permaneció escondido en su casa, antes de huir del país.
Brongniart también fue muy amigo de Jean Antoine Houdon, el eminente escultor francés que también esculpió los bustos de su hija Alexandrine-Emilie y de su hijo Alexandre, que se encuentran en el Museo del Louvre en París. Su hijo Alexandre Brongniart se convirtió en un respetado geólogo y director de la famosa fábrica de porcelana de Sèvres. A su vez, su hijo Adolphe Theodore Brongniart se convirtió en un famoso botánico conocido como el padre de paleobotánica y destinatario de la Medalla Wollaston de ciencias.
Después de la construcción del Hôtel de Monaco, en la calle Saint-Dominique (1774-77), obtuvo, gracias al apoyo de Anne-Pierre de Montesquiou Fezensac, la apertura de la calle Monsieur y realizó también una fructífera operación inmobiliaria, en un momento de fuerte especulación que animó París a finales del Ancien Régime, y que se concretó en los edificios de Montesquieu (1781), de Bourbon-Condé (1782) y en su propio domicilio, en la esquina del Bulevar de los Inválidos y de la calle Oudinot (1782). Brongniart llegó a ser miembro de la «Académie d'Architecture» en 1781 y en 1782 fue nombrado arquitecto y controlador general de la Escuela Militar y de los Inválidos, un puesto que desempeñó hasta 1792, y en el que se responsabilizó del trazado de la Plaza de Breteuil y las avenidas aledañas, que dieron al barrio su fisonomía actual. Brogniart también participó activamente en la fuerte especulación del sector de los Inválidos. 
Pasados los años de la Revolución, Brogniart multiplico sus proyectos para el nuevo poder. En 1804, en tanto que Inspector general en jefe de la Segunda sección de los Trabajos públicos del Departamento de la Seine y de la Villa de París, fue encargado por Napoleón Bonaparte para crear la estructura para el famoso Cementerio de Père-Lachaise. El emperador estaba tan satisfecho con su trabajo que en 1807 escogió a Brongniart para el diseño de la Bolsa de París y le tentó con esta propuesta: «Señor Brongniart, estas son algunas líneas hermosas. En ejecución ponen a los trabajadores». Brongniart completó el diseño, pero sería su último trabajo y no vivió para ver el edificio clásico en estilo griego terminado en 1825. El edificio se denomina «Palais Brongniart» en su honor y sigue en uso en la actualidad.
Alexandre Théodore Brongniart murió en París en 1813 y fue enterrado en el cementerio que él había diseñado. Fontaine lo anotó el 8 de junio de 1813 en su diario, bajo el título «Mort de l'architecte de la Bourse»:

El señor Brongniart, arquitecto responsable de la construcción del edificio de la Bolsa, acaba de fallecer. Deja por completar uno de los más bellos e importantes del presente reinado. La disposición general del plan que se ejecuta es buena, pero los detalles no han sido suficientemente estudiados. Ya hemos realizado algunos cambios en la distribución interior y la decisión a tomar para la decoración y techado de la gran sala no se ha adoptado definitivamente. Varios arquitectos se presentan para sustituir al señor Brongniart, pero el ministro hasta ahora no ha aprobado sus servicios. Se lo dio a mi amigo Percier, quien no pidió nombrarlo. Esta preferencia se debe al señor Bruyère, pero Percier se niega.
Fontaine 

## Principales obras
- Hôtel de Osmond.
- Hôtel Masserano (que le dio nombre a la calle Masseran).
- Iglesia Saint-Germain-l’Auxerrois, en Romainville.
- 1774-77 - Hôtel de Monaco, en París, calle Saint-Dominique.
- 1780 - Convento de los Capuchinos, en París, en Saint-Louis d'Antin, actual Lycée Condorcet. (Calle del Havre, 8).
- 1781 - Hôtel des Montesquiou, construido para el marques Anne-Pierre de Montesquiou Fezensac, en París, calle Monsieur, 20.
- 1780-82 - Hôtel de Bourbon-Condé, construido para Louise-Adélaïde, princesa de Borbon.
- 1804 - Cementerio de Père-Lachaise.
- 1808-13 - Palais Brogniart,  también llamado Palacio de la Bolsa de París. Acabado por Éloi Labarre (1764-1833) en noviembre de 1825.